# 薩克薩漢河

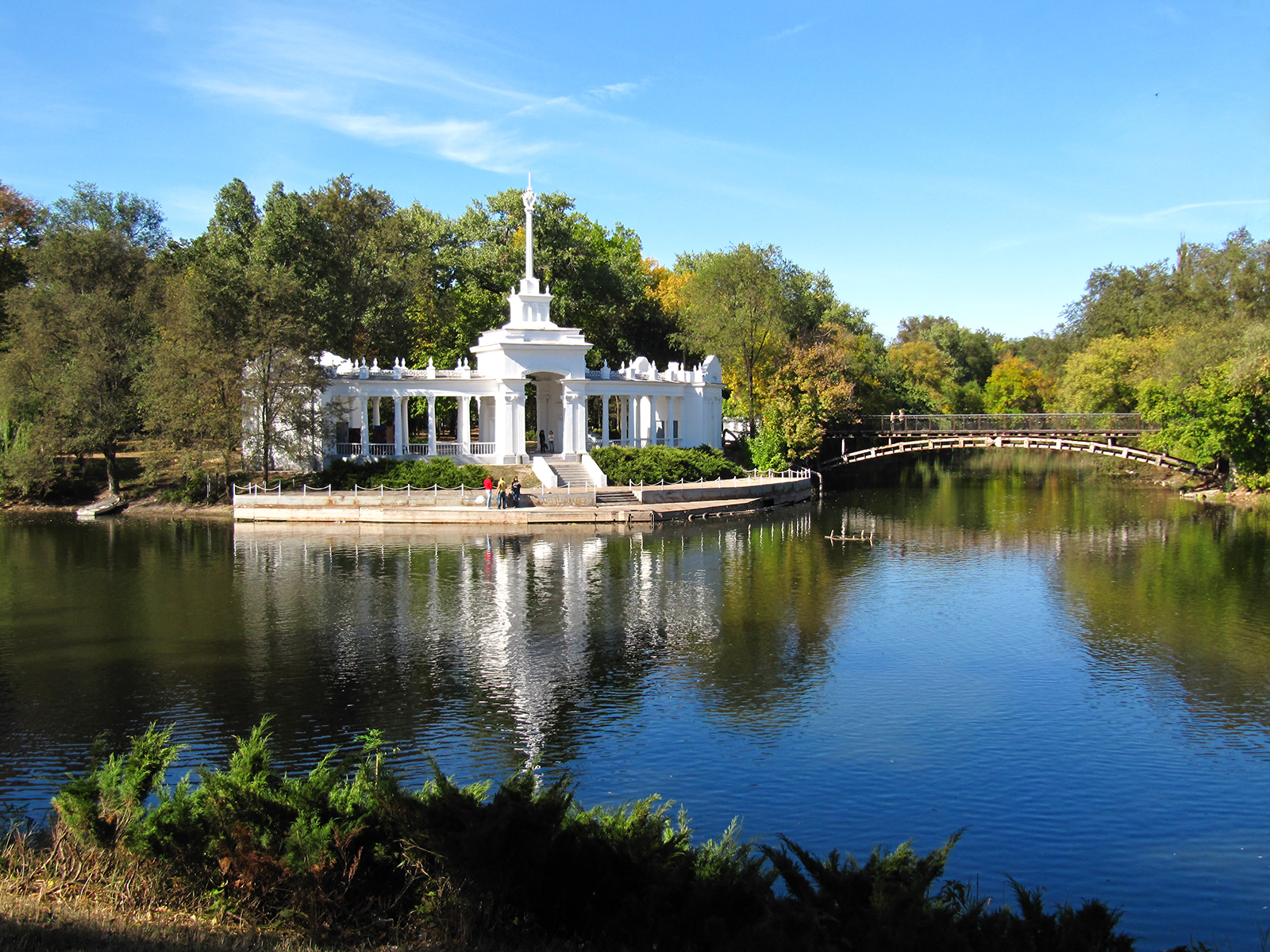

薩克薩漢河（羅馬化：Saksahan）是烏克蘭的河流，位於該國東部，處於第聶伯高地東南部，屬於因胡莱茨河的支流，流經第聶伯羅彼得羅夫斯克州，河道全長144公里，流域面積2,025平方公里。

## 流經聚落
- 小亞歷山德里夫卡（烏克蘭語：Малоолександрівка (Кам'янський район)）
- 博熱達里夫卡
- 舍夫琴基夫斯凱（烏克蘭語：Шевченківське (Криворізький район)）
- 新伊萬尼夫卡（烏克蘭語：Новоіванівка (Криворізька міська рада)）
- 克里維里赫